# Il peggior Natale della mia vita
Il peggior Natale della mia vita è un film del 2012 diretto da Alessandro Genovesi.
Girato a Gressoney, presso il Castel Savoia, è il sequel del film La peggior settimana della mia vita.

## Trama
Paolo deve raggiungere il castello di Alberto Caccia, dove è stato invitato a trascorrere il Natale assieme alla famiglia di Margherita, al nono mese di gravidanza. Con loro ci sarà anche Benedetta, figlia di Alberto e amica d'infanzia di Margherita, anche lei incinta. Tra disavventure e goffaggini varie, Paolo ne combinerà un'altra delle sue, arrivando a far credere a tutti, per via di un malinteso, che Alberto sia morto per colpa sua.

## Promozione
Dopo il poster ufficiale, l'8 ottobre 2012 è stato diffuso online anche il trailer del film.

## Distribuzione
Il film è stato distribuito nelle sale italiane il 22 novembre 2012, dalla Warner Bros. Pictures Italia., incassando complessivamente 7.816.000 euro.
La pellicola è stata trasmessa il 12 dicembre 2013 in prima tv assoluta su Canale 5 catturando l'attenzione di 5.975.000 spettatori pari al 25.26% di share.

## Riconoscimenti
- 2012 - Capri, Hollywood
  - Capri Cult Award (Anna Bonaiuto)